# 아사히촌 (야마구치현)
아사히촌(田万川町)은 야마구치현 중부에 있던 촌이며 아부군에 속했다.
2005년 3월 6일 하기시, 가와카미촌, 다마가와정, 무쓰미촌, 스사정, 후쿠에촌과 합병해 새로운 하기시가 되어 소멸하였다. 

## 지리
사방이 산지로 둘러싸여 있어 아카기와 사사나미의 취락 이외에는 거의 비가주지이다.
아부 강 지류인 사사나미 강, 아카기 강의 흐름에 탁 트인 평야에 펼쳐진다.
아카기, 사사나미 두 지구 사이는 국도 262호로 연락하고 있는데 중간 고개를 넘어야 한다.
기후는 두 지구 모두 겨울철에는 한랭하지만, 사사나미 지구 쪽이 명목 지구보다 한랭하고 적설도 많다

## 역사
- 1955년 4월 1일 - 아키라기촌, 사사나미촌이 합병해 성립하였다.
- 2005년 3월 6일 - 하기시, 가와카미촌, 다마가와정, 무쓰미촌, 스사정, 후쿠에촌과 합병해 새로운 하기시가 성립하였다. 동일 아사히촌은 폐지되었다.

## 교통

### 도로
- 국도 제262호선 (일본)(일본어판)